# Dirichletův princip

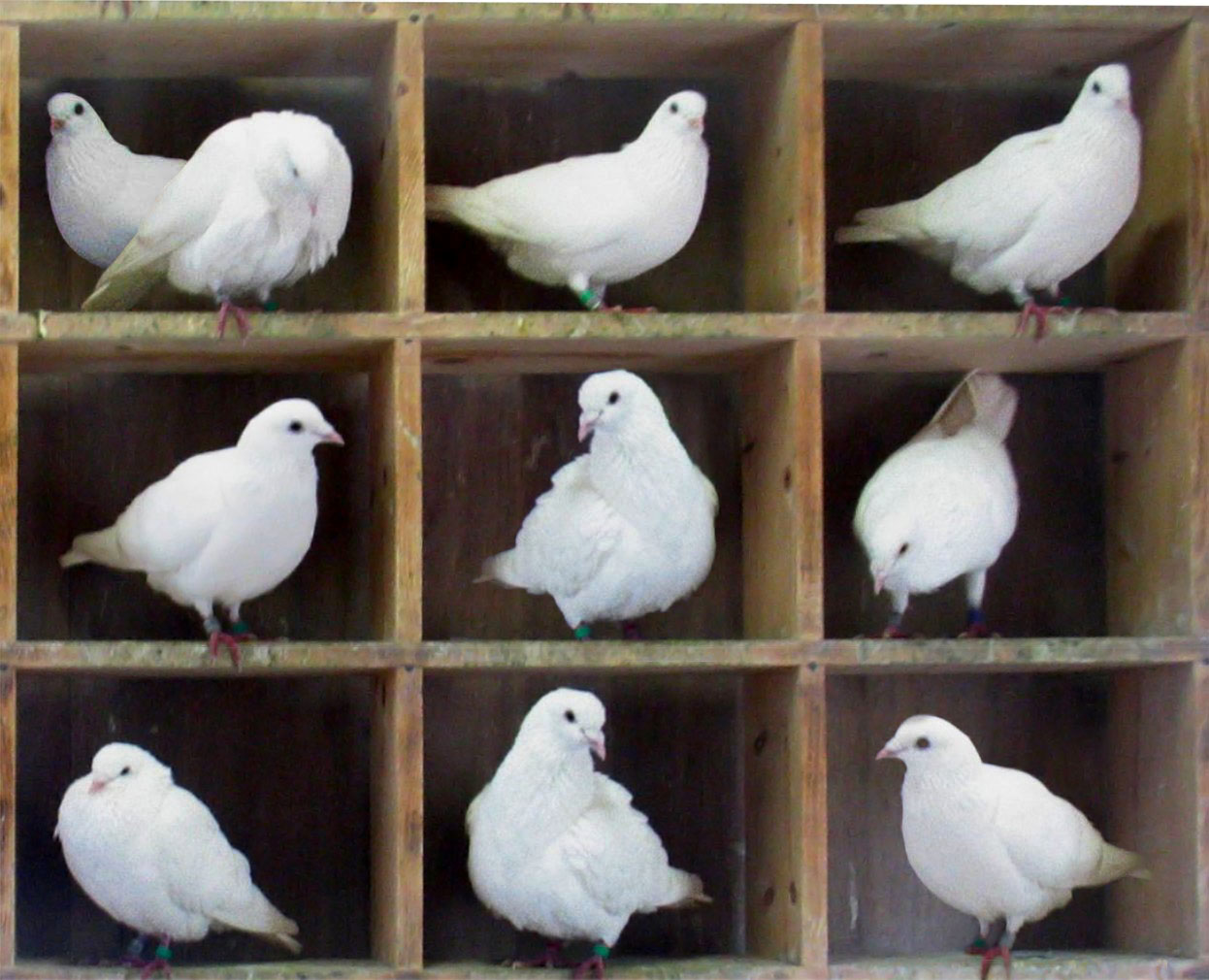
Ukázkový případ s holubníkem

Dirichletův princip (někdy také označovaný jako zásuvkový princip, přihrádkový princip, princip králíků a kotců nebo princip holubníku) je matematické tvrzení z teorie množin, případně nekonečné kombinatoriky.
Nejjednodušší, „populární“ znění principu se dá formulovat například, že pokud umístíme m předmětů do n přihrádek (m, n jsou přirozená čísla), kde m > n, pak bude existovat alespoň jedna přihrádka ve které budou alespoň dva předměty. Umístíme-li tedy například deset holubů (m = 10) do devíti přihrádek v holubníku (n = 9), pak v alespoň jedné přihrádce musí být alespoň dva holubi. V jeho obecnější verzi pak lze říct, že pokud umístíme kn+1 předmětů do n přihrádek, pak v alespoň jedné přihrádce bude alespoň k+1 předmětů (pro 19 holubů a devět přihrádek bude existovat alespoň jedna, v které budou alespoň 3 holubi). Tato jednoduchá tvrzení jsou poté dále zobecněna a formálněji definována – viz níže.
Ačkoliv tento samozřejmý princip byl používán již dříve, za prvního, kdo ho užíval vědomě k dokazování složitějších tvrzení, je považován německý matematik Johann Peter Gustav Lejeune Dirichlet (1805–1859). Ten jej jako první výslovně uvedl v roce 1834 pod názvem Schubfachprinzip (zásuvkový princip). Pod označením zásuvkový princip (principio dei cassetti) je dodnes používán např. v italštině. V angličtině se používá zejména označení pigeonhole principle (princip holubníku), v dalších jazycích (např. v ruštině) pak Dirichletův princip. Princip holubníku není úplně přesný překlad, protože slovo pigeonhole se v angličtině používá prakticky už jen v přeneseném významu, kdy znamená buď přihrádku, typicky v nějakém třídicím regálu na poštu, nebo i sloveso zaškatulkovat, zařadit do kategorie. Přesto se tento překlad používá (podobně i do němčiny zpětně pronikl pojem Taubenschlagprinzip) a holubi jsou oblíbeným příkladem, na kterém se tento princip ilustruje.

## Příklady
Několik jednoduchých příkladů pro ilustraci principu:
1. Mějme koš s 8 černými a s 10 bílými ponožkami. Poslepu z něj budeme vytahovat po jedné ponožce. Otázka zní, kolik budeme muset vytáhnout nejméně ponožek, abychom měli jistotu, že budeme mít alespoň jeden pár stejné barvy. Odpověď je tři, neboť máme dvě skupiny (přihrádky) – černé a bílé a po vytáhnutí třetí ponožky tak v jedné z těchto skupin již musí být dvě ponožky.
2. Ačkoliv zní princip jednoduše, může být použit k dokázání na první pohled nečekaných výsledků. Můžeme např. dokázat, že v Praze žijí dva lidé, kteří mají přesně stejný počet vlasů. Uvážíme-li, že počet vlasů jednoho člověka nikdy nepřesahuje 1 000 000 a v Praze žije více než 1 000 000 lidí – pak musí být alespoň dva, kteří mají stejný počet vlasů.
3. Máme-li skupinu n lidí, kde se někteří navzájem znají, pak vždycky existují dva takoví, kteří v této skupině znají stejný počet lidí. Rozdělovali bychom jednotlivé lidi do skupin podle toho, kolik znají ostatních, pak těchto skupin bude {\displaystyle n-1}, neboť nemůže zároveň existovat skupina, kde by byl někdo, kdo zná všechny ostatní a skupina, kde by byl někdo, kdo nezná nikoho. Když by někdo totiž znal všechny ostatní, musel by znát i tohoto člověka, a jelikož se dle zadání musí lidé znát navzájem, musel by ho znát i on. Máme tedy n lidí a n-1 skupin, což znamená, že alespoň v jedné z nich musí být alespoň 2 lidé – ti tedy znají stejný počet lidí. (Místo toho, že se lidé znají, se dá příklad formulovat např. i tak, že si podávají ruce, hrají proti sobě zápasy atp.)
4. Měli bychom dokázat, že na konvexním šestnáctistěnu s 9 vrcholy existuje vrchol, z kterého vychází alespoň 6 hran. Díky Eulerovu vztahu pro počet vrcholů (v), hran (h) a stěn (s) vypuklého mnohostěnu {\displaystyle v-h+s=2} spočítáme počet hran: 23. Rozdělíme každou na půl a vznikne nám 46 polohran. Rozřadíme je do devíti skupin podle toho, z kterého z 9 vrcholů vycházejí. Jelikož {\displaystyle 5\times 9=45<46}, musí alespoň v jedné skupině být 6 polohran, tudíž z jednoho vrcholu musí alespoň 6 polohran, tedy i hran, vycházet.

## Formulace principu a jeho zobecňování
Dirichletův princip tvrdí, že pokud nekonečná množina vznikla jako sjednocení konečně mnoha množin, pak alespoň jedna z nich byla nekonečná.
Obdobný princip lze vyslovit i pro nespočetné množiny:

Pokud nespočetná množina vznikla jako sjednocení konečně mnoha množin, pak alespoň jedna z nich byla nespočetná.
Uveďme ještě třetí zajímavý princip podobného typu:

Pokud rozložíme množinu všech racionálních čísel na konečně mnoho částí, pak alespoň jedna z těchto částí obsahuje podmnožinu izomorfní s celou množinou racionálních čísel.
Při snaze o zobecňování Dirichletova principu především směrem k nekonečným systémům nekonečných množin se lze setkat hned se dvěma problémy: buď se nelze obejít bez axiomu výběru, nebo se zobecnění v některých případech provést vůbec nedá – viz následující kapitola.

## Možné problémy

### Nelze se obejít bez axiomu výběru
Následující verze Dirichletova principu je dokazatelná pouze připustíme-li axiom výběru. Tuto verzi lze vyjádřit třemi ekvivalentními způsoby:
- Je-li sjednocení spočetně mnoha množin nespočetné, pak alespoň jedna z těchto množin je nespočetná.
- Je-li sjednocení souboru spočetných množin nespočetné, pak tento soubor je nespočetný.
- Sjednocení spočetně mnoha spočetných množin je spočetné.

Nedokazatelnost tohoto tvrzení v ZF lze ověřit užitím Fraenkel-Mostowského permutačních modelů.

### Zobecnění nelze provést vůbec
Velice oblíbená je úvaha typu:

Nekonečnou množinu X nikdy nemohu získat jako sjednocení méně než |X| množin, z nichž každá má mohutnost menší než |X|.

Hodně se to podobá Dirichletovu principu v jeho nejjednodušší verzi… jenže to bohužel není pravda.
Uvažujme o kardinálním číslu {\displaystyle \aleph _{\omega }\,\!}.

Takové číslo lze poskládat jako sjednocení spočetně mnoha (tedy méně než {\displaystyle \aleph _{\omega }\,\!}) disjunktních množin: {\displaystyle \aleph _{\omega }=\bigcup \{a_{i}:i\in \omega \}\,\!}, z nichž každá má mohutnost menší než {\displaystyle \aleph _{\omega }\,\!}.
Stačí definovat konečnou rekurzí:
- {\displaystyle a_{0}=\aleph _{0}\,\!}
- {\displaystyle a_{i}=\aleph _{i}-\bigcup \{a_{j}:j<i\}\,\!}

Množiny, které takto „porušují“ možné zobecnění tohoto principu, se nazývají singulární kardinály.

## Použití principu
Nejužitečnější je i přes svou jednoduchost základní verze Dirichletova principu. V důkazu mnoha vět z matematické analýzy narazíme na formulace typu „až na konečný počet hodnot“, v jejichž pozadí obvykle stojí nějaká forma Dirichletova principu, často vnímaného jako něco samozřejmého.